# Hyposensibilisierung
Unter Hyposensibilisierung, umgangssprachlich Desensibilisierung genannt, versteht man spezielle Therapien gegen Überreaktionen des Immunsystems (Allergien). Sie wird auch Allergen-Immuntherapie (AIT) oder spezifische Immuntherapie, engl. specific immunotherapy (SIT), genannt, da sie einer aktiven Immunisierung ähnelt. Zum jetzigen Zeitpunkt ist die Hyposensibilisierung die einzige Therapie bei Allergien, bei der die Ursache der Allergie, die Überreaktion des Immunsystems, behandelt wird. Es handelt sich um eine Langzeittherapie. Wiederholte Gaben eines Allergens in einer äußerst geringen Dosis, durch die es noch zu keiner allergischen Reaktion kommt, sollen zu einer Gewöhnung an das Allergen führen, um langfristig die überschießende Reaktion des Immunsystems auf das Allergen zu beenden. Bei Insektengiftallergien kann die Hyposensibilisierungstherapie lebensrettend sein.

## Anwendung
Die Hyposensibilisierung ist eine antigen-spezifische Therapie bei IgE-vermittelten Typ-I-Allergien. Sie wird durchgeführt bei allergischen Beschwerden wie der saisonalen allergischen Rhinitis (dem sogenannten Heuschnupfen) und bei leichtem und mittlerem allergischen Asthma gegenüber Gräserpollen (Roggenpollen), Birkenpollen (Haselpollen, Erlenpollen), Beifußpollen, Hausstaubmilben, sowie evtl. Tierallergenen und Schimmelpilzen. Bei Insektengiftallergien gegenüber Bienengift oder Wespengift ist die Hyposensibilisierungstherapie oft lebensrettend und daher unbedingt zu empfehlen.
Es gibt verschiedene Therapieformen:
- Subkutane Immuntherapie (SCIT) – die Allergene werden mit steigender Dosis subkutan vom spezialisierten Facharzt (Allergologe) unter die Haut gespritzt. Dabei liegen die Allergene entweder in wässriger Lösung vor (vor allem bei Insektengiftallergenen) oder sind an einen Depotträger (meistens Aluminiumhydroxid[2], ferner L-Tyrosin, Calciumphosphat) gebunden. Die Dosis wird am Anfang gesteigert und die Therapie wird nach Erreichen der Erhaltungsdosis in regelmäßigen Abständen (4–6 Wochen) fortgeführt, damit sich das Immunsystem an das Allergen gewöhnen und die Bildung von Antikörpern reguliert werden kann.
- Sublinguale Immuntherapie (SLIT) – die Allergene werden über Tropfen oder Schmelztabletten zugeführt, die unter die Zunge (sublingual) geträufelt bzw. gelegt werden, von wo aus sie über die Mundschleimhaut aufgenommen werden. Im Unterschied zur SCIT müssen die Allergene täglich genommen werden. Die Behandlungsdauer beträgt ähnlich wie bei der subkutanen Therapie drei Jahre. Zu Anfang wird die Allergengabe innerhalb weniger Tage auf die Erhaltungsdosis gesteigert. Nach der ersten Einnahme unter ärztlicher Aufsicht kann sie selbstständig zu Hause durchgeführt werden. Arztbesuche sind daher etwas seltener erforderlich als bei der Therapie mit Spritzen. Der Vorteil liegt in der einfachen Einnahme zu Hause.
- Orale Immuntherapie, hauptsächlich bei Nahrungsmittelallergie, wurde bereits in kleinen Studien bei Allergien auf Milch, Erdnuss und Hühnerei versucht.[3][4][5]
- Weitere Therapieverfahren sind in der Erforschung oder haben sich in Deutschland nicht durchgesetzt (z. B. nasale Hyposensibilisierung).
- Die Anwendung in der Veterinärmedizin (u. a. Katze, Hund, Pferd) ist möglich und beruht auf den gleichen Therapieansätzen.
- Die Kurzzeit-Immuntherapie (Rush-Immuntherapie) wird derzeit hauptsächlich bei Pollenallergien angewendet und beruht auf der Verwendung hochreiner und hochdosierter Allergenextrakte, die eine schnelle Hyposensibilisierungsbehandlung ermöglichen. Damit ist ein Zeitgewinn bei der Behandlung möglich.

## Wirkungsmechanismus
Allergien werden über Immunglobuline der Klasse E (IgE) vermittelt. Man nimmt an, dass IgE prinzipiell eher für die Abwehr von Parasiten geeignet ist. IgE bindet an den hochaffinen IgE-Rezeptor, der sich unter anderem auf Mastzellen befindet. Das Allergen kann dann über den Rezeptor-Antikörper-Komplex an die Mastzellen binden und diese durch Rezeptorquervernetzung aktivieren. Dies führt zur Freisetzung von Histamin und anderen Zytokinen und von proinflammatorischen Substanzen.
Durch die langsam in der Dosis ansteigende und wiederholte Exposition mit dem Allergen hofft man, einen sog. Isotypenswitch in den Antikörper-produzierenden B-Zellen zu erreichen. IgE ist ein Isotyp; der Switch soll zum IgG führen. Der IgG-Klasse gehören die meisten im Blut nachweisbaren Antikörper an; bindet es sein Epitop, wird eine zellvermittelte Aktivität des Immunsystems induziert, wie sie für die Abwehr von Bakterien üblich ist (z. B. Eliminierung durch Phagozytose, siehe Makrophagen).
Auf diese Weise werden die Allergene einerseits bereits erkannt und abgeräumt, bevor sie IgE binden können und zu allergischen Beschwerden führen; und andererseits werden zu Gunsten der entsprechenden IgG-Antikörper weniger IgE-Antikörper produziert.
Bei der natürlichen Exposition nimmt der Allergiker das Allergen in unregelmäßigen und vergleichbar niedrigen Dosen auf. Die Wirkung der Hyposensibilisierung liegt am stetigen Einwirken hoher Dosen auf das Immunsystem. Es lernt, dass das Allergen „ungefährlich“ ist. In der Steigerungsphase wird das Allergen aufdosiert, bis die (individuelle) Höchstdosis erreicht ist. Anschließend wird diese Dosis täglich (SLIT) oder monatlich (SCIT) weiter verabreicht.
Bei der Kurzzeit-Immuntherapie kann eine beschleunigte Aufdosierung an einem Tag erfolgen. Hierbei werden hochreine, hochdosierte depigmentierte Allergoide verwendet.
Zahlreiche Studien zur klinischen Wirksamkeit bei allergischer Rhinokonjunktivitis (allergischer Schnupfen mit Beteiligung der Augen) zeigen eine Reduktion der Beschwerden bzw. des Medikamentenverbrauchs um 45 %. Die Mehrheit der Studien wurde mit Erwachsenen durchgeführt, wobei davon auszugehen ist, dass bei Kindern die Erfolgsaussichten eher höher als niedriger sind. Bisher liegen aber trotz umfangreicher Studien und zum Teil langen Beobachtungszeiträumen keine Hinweise vor, dass die sublinguale Therapie im Kindesalter deutlich wirksam ist. Diese betrifft insbesondere die Hausstaubmilben-SLIT. Hier ist die bisherige konventionelle SCIT durch Spritzen einer entsprechenden Allergenlösung unter die Haut der SLIT eindeutig überlegen (und auch erheblich billiger). Deshalb empfiehlt die deutsche Leitlinie die SLIT bei Kindern derzeit nicht generell.

## Risiken

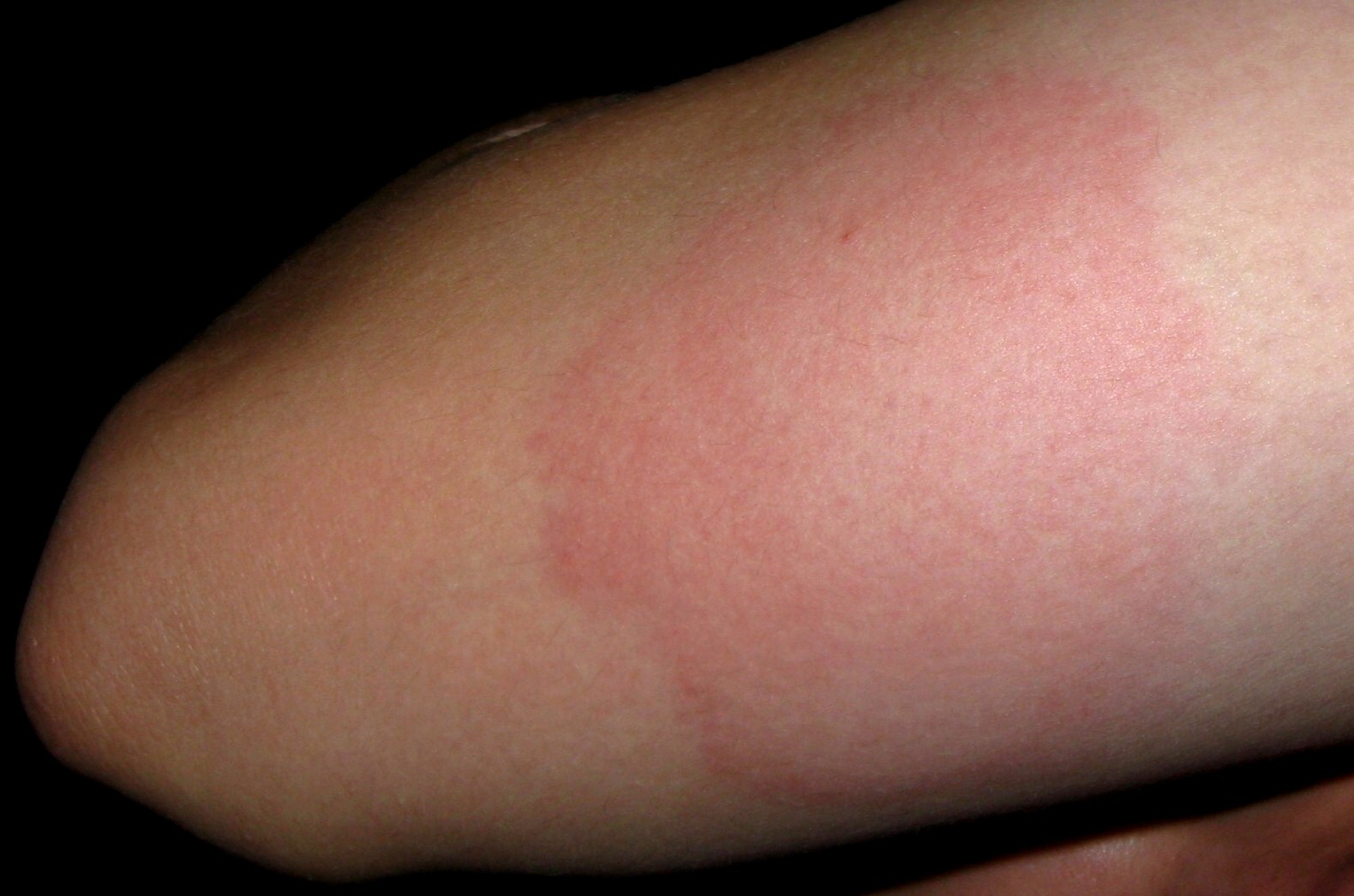
Rötung nach Allergen-Injektion

Die Hyposensibilisierung sollte nur von Allergologen oder mit der Therapie erfahrenen Ärzten durchgeführt werden, da das Zuführen der allergieauslösenden Substanz prinzipiell ein Behandlungsrisiko birgt und es zu unerwünschten Reaktionen kommen kann, da die Wirkung dadurch erreicht wird, den Patienten der allergieauslösenden Substanz auszusetzen.
Subkutane Hyposensibilisierung (SCIT)
Bei der subkutanen Hyposensibilisierung ist eine Lokalreaktion möglich, die sich durch ein wenige Tage währendes (starkes) Anschwellen der weiteren Injektionsregion und durch die Bildung von Quaddeln äußert. Beide Reaktionen sind jedoch weniger gefährlich und können durch Gabe entzündungshemmender Substanzen oder Antihistaminika abgeschwächt werden. Weitere Nebenwirkungen können in einer allergischen Reaktion auf das Allergen in ihrer jeweiligen Form bestehen, z. B. Atemnot, Asthma-Anfälle, Niesanfälle, starker Juckreiz.
Selten ist der gefährliche allergische Schock. Bei einer falschen Dosierung, bei mangelhafter Injektionstechnik oder – selten – ohne erkennbaren Grund besteht die Gefahr eines allergischen Schocks. Um dieser Gefahr begegnen zu können, erfolgt die ambulante Hyposensibilisierung in der Weise, dass der Patient nach der Injektion des Allergens für mindestens 30 Minuten unter ärztlicher Aufsicht verbleibt. Im Falle eines allergischen Schocks können dann vom speziell ausgebildeten Arzt rettende Gegenmaßnahmen eingeleitet werden.
Sublinguale Hyposensibilisierung (SLIT)
Bei der sublingualen Hyposensibilisierung über Tropfen oder Tabletten sollen gefährliche systemische Komplikationen noch seltener auftreten. Systemische Reaktionen wurden beispielsweise bei einem der neueren Präparate bisher nur bei Einnahme der ersten Tablette beobachtet. Lokale Nebenwirkungen sind bei Tabletten allerdings vor allem in den ersten Tagen der Behandlung häufig (1–10 %) bis sehr häufig (etwas über 10 % der Anwender): Es kann zum Jucken, Brennen oder Anschwellen der Lippen bzw. der Schleimhäute im Mund-, Rachen- und Halsbereich kommen. Da sich im Mundraum und auf den Lippen nicht selten kleinste Wunden oder Risse befinden, können die Allergene, wenn sie mit diesen in Berührung kommen, zu vorübergehenden Quaddeln bzw. zu einer leichten Anschwellung der Lippe führen. Bei Asthmatikern können Asthma-Anfälle auftreten.

## Ablauf und Dauer der Therapie
Das Vorgehen in der Therapie entscheidet sich je nach Allergen, auf das der Körper überreagiert und den verwendeten Allergenextrakt, der therapeutisch eingesetzt wird. Die Allergendosis wird zu Beginn langsam gesteigert, bis schließlich die Erhaltungsdosis erreicht ist. Die Gesamtdauer der Therapie wird in der Regel mit 3 (bis 5) Jahren angegeben. Bei Insektengiftallergien wird eine lebenslange Therapie empfohlen. Die Therapie teilt sich auf in eine Steigerungsphase, um das Immunsystem langsam an die hohen Allergendosen zu gewöhnen, und in eine anschließende Erhaltungsphase, die eigentliche Therapiezeit. Anders verhält es sich bei der Kurzzeit-Immuntherapie mit depigmentierten Allergoiden. Hier startet man mit der Höchstdosis, wodurch ein schnellerer Wirkbeginn erreicht wird.
Diese wird im Fall der subkutanen Spritzentherapie in regelmäßigen Abständen über einen Zeitraum von 2 – 4 Jahren gespritzt. Wie schnell die Aufsättigung vollzogen ist, hängt von der Art des Allergenextrakts ab.
Die Spritzentherapie kann entweder als präsaisonale (Kurzzeit-) oder perenniale Hyposensibilisierung erfolgen. Bei der präsaisonalen Form gibt es nach der Allergiesaison eine Aufbaubehandlung. Ist die Erhaltungsdosis erreicht, wird diese dann bis zum Start der neuen Allergiesaison in Intervallen verabreicht. Während der Allergiesaison wird die Therapie dann unterbrochen und nach Ende wieder aufgenommen. Bei der perennialen Therapie wird keine Pause eingelegt, sondern der Allergenextrakt über die gesamte Saison zugeführt.
Wird die Therapie mit Tropfen oder Tabletten durchgeführt, gelangt das Allergen mittels Tropfen oder Schmelztablette, die unter die Zunge getropft bzw. gelegt wird, oder mittels Tablette, die geschluckt wird, in den Körper. Ob die Therapie perennial oder prä-/ co-saisonal durchgeführt werden soll, ist von den jeweiligen Allergenextrakten und der jeweiligen Zulassung abhängig. Auch hier wird zu Beginn der Behandlung mit ansteigenden Dosierungen gearbeitet. Die Ersteinnahme wird in der Praxis des Arztes eingenommen. Die Tablette wird ungefähr zwei Minuten unter der Zunge gehalten und dann geschluckt. Es wird empfohlen, die Tablette am Morgen auf nüchternen Magen einzunehmen. In Studien konnte nachgewiesen werden, dass unter der sublingualen Hyposensibilisierung bereits in der ersten Saison die zusätzliche Einnahme von Antisymptomatika in etwa halbiert werden konnte. Bei den Tropfenpräparaten wird die Flexibilität der Dosis geschätzt, wohingegen bei der Tablettentherapie stets die volle Dosis, mit Risiko von Nebenwirkungen, appliziert wird.

### Steigerungsphase
- Bei wässrigen Präparaten (nur Insektengifte) sind sehr viele Injektionen (2–3 × pro Woche, bis zu 16 Wochen) bis zur Höchstdosis notwendig, da die Allergene in ihrer ursprünglichen, nativen Form verabreicht werden.
- Bei Depot-Präparaten werden die Allergene an einen Depotträger (L-Tyrosin, Aluminiumhydroxid, Calciumphosphat) gebunden. Dieser ermöglicht eine gleichmäßige Freisetzung des Allergens über einen längeren Zeitraum. Dabei unterscheidet man einerseits native Präparate, die mit wöchentlichen Injektionen innerhalb von 5 bis 15 Wochen verabreicht werden. Andererseits werden Allergoide, d. h. chemisch veränderte Allergene eingesetzt. Durch Einwirkung von Glutaraldehyd oder Formaldehyd werden die Proteinstrukturen der Allergene so verändert, dass die allergieauslösenden Bestandteile vom Immunsystem nicht erkannt werden und die Steigerungsphase sich auf 3–7 Wochen verkürzt.
- Bei Cluster- oder Ultra-Rush-Therapien werden mehrere Injektionen an einem Tag verabreicht, um die Steigerungsphase noch einmal zu verkürzen. Besonders etabliert hat sich diese Form bei der stationären Einstellung von Insektengiftallergikern. Der Krankenhausaufenthalt kann sich von 7 Tagen auf 2–3 Tage verkürzen.
- Bei der SLIT werden die Dosen täglich gesteigert. Einige Behandlungsformen (z. B. Tablette) kommen ganz ohne Steigerungsphase aus und beginnen gleich mit der vollen Dosis.

### Erhaltungsphase
- Bei den injektablen Therapien mit Milben und Tierepithelien wird in der Regel ein Therapiezyklus von 4 bis 6 (8) Wochen eingehalten. Die Therapie wird durchgängig über 3 (bis 5) Jahre durchgeführt.
- Bei Pollenallergikern wird die Therapie oft während der Pollenflugzeit unterbrochen. Man spricht dann von der präsaisonalen Therapie. Nach dem Pollenflug wird die Therapie wieder von vorn begonnen. Hierbei haben Allergoide den Vorteil, dass durch die kürzere Steigerungsphase eine längere Therapiephase möglich ist.
- Ein neuer Ansatz ist die Verkürzung der Gesamttherapie auf 4 Injektionen durch Zusatz eines Adjuvans. Durch bakterielle Komponenten (MPL) oder DNA-Bestandteile (CpG-Oligonukleotide) wird das Immunsystem zusätzlich zielgerichtet stimuliert.
- Bei der SLIT wird in der Erhaltungsphase das Allergen weiterhin täglich eingenommen, da kein Depot angelegt wird.

## Alternativen
Falls die Durchführung einer Hyposensibilisierung nicht möglich ist (z. B. wegen individuell vorliegendem, nicht zu tolerierendem erhöhten Risiko eines allergischen Schocks), verbleiben im Wesentlichen folgende Möglichkeiten:
- Symptomdämpfende Behandlung mit Antihistaminika, die in Zeiten starker Allergenbelastung vom Patienten dauerhaft eingenommen werden können.
- Die Behandlung mit Cortison (Glucokortikosteroiden) stellt die effektivste Pharmakotherapie dar, die derzeit verfügbar ist. Die nasale Obstruktion (vor allem bei der Hausstaubmilbenallergie) ist in der Therapie mit Kortikoiden besser beeinflussbar als mit Antihistaminika. Zuerst sind die topischen Kortikoide (Cortison) zu nennen; sie wirken nur auf die Nasen- bzw. Bronchialschleimhaut. Systemische Effekte der topischen Kortikoide, d. h. den ganzen Körper betreffende Effekte, sind extrem selten. Ältere topische Kortikoide wie Budesonid und Flunisolid weisen bereits eine hohe Sicherheit auf, wobei auf die ganz alten topischen Kortikoide vor allem bei Kindern verzichtet werden sollte, wie z. B. Beclometason. Neue topische Kortikoide wie Fluticason und Mometason weisen eine höhere Wirksamkeit bei gleichzeitiger geringerer Bioverfügbarkeit (ganzer Körper vor allem Nebennierenrinde betreffend) auf.
- Systemisch wirkende Glucokortikoide (Cortisonabkömmlinge) sind manchmal zu Beginn einer Therapie sinnvoll, wobei die orale Gabe wegen der besseren Dosiskontrolle gegenüber der Depotspritze mit Cortison in den Muskel (intramuskulär) vorzuziehen ist. Außerdem stört die kontinuierliche Abgabe aus dem Depot die physiologische Tagesrhythmik des Cortisonspiegels. Des Weiteren bietet die intramuskuläre Spritze das Risiko des Muskelschwunds (Atrophie). Vor allem bei längerer Behandlung weisen beide systemischen Behandlungsmethoden ein deutliches Nebenwirkungsprofil auf. Beispielsweise zählen Wasseransammlungen im Körper oder das sogenannte „Mondgesicht“ zu den nichtlokalen Nebenwirkungen. Deswegen ist eine Behandlung mit einem systemischen Glucokortikoid begrenzt und besonders genau zu beobachten, während die topische nasale wie auch bronchiale Behandlung mit Kortikoiden nebenwirkungsarm und sicher ist.
- Sicherlich nur selten möglich ist der Umzug in eine Region, die eine andere Flora und damit ein anderes Pollenspektrum oder gar ein ganz anderes Klima aufweist (je nach Allergie z. B. Wohnort über 1200 m, südliche, trockene Gegenden).
- Falls man das Allergen überhaupt meiden kann: Veränderung der Lebensumstände mit dem Ziel, dem Allergen nach Möglichkeit auszuweichen.
- Nutzen von Luftreinigern, Pollenschutzgitter an Fenstern und Staubsaugerrobotern.